# آرسن ترتریان
آرسن ترتریان (ارمنی: Արսեն Տերտերյան؛ ۲۲ دسامبر ۱۸۸۲ – ۳ اکتبر ۱۹۵۳) منتقد ادبی و استاد دانشگاه اهل ارمنستان بود.

## زندگی‌نامه
وی در ۲۲ دسامبر ۱۸۸۲ در شوشی به دنیا آمد و از مؤسسه روان‌پزشکی سنت پترزبورگ فارغ‌التحصیل شد. وی عضو فرهنگستان ملی علوم ارمنستان بود. وی همچنین برندهٔ جوایزی همچون نشان پرچم سرخ کار شده است. وی در ۳ اکتبر ۱۹۵۳ در سن ۷۰ سالگی در ایروان درگذشت.

## نگارخانه

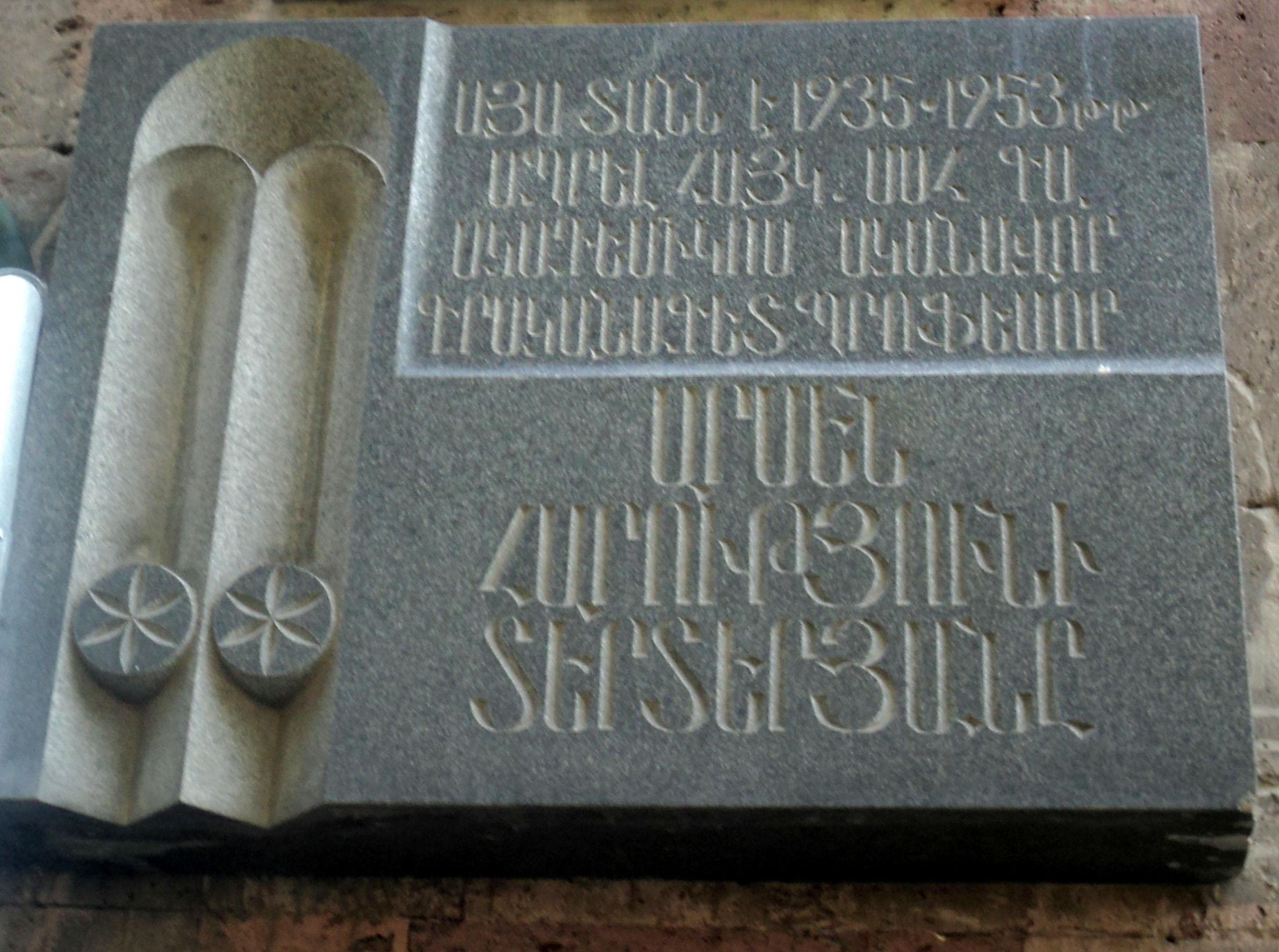
پلاک یادبود